# 델라반 L. 피어선

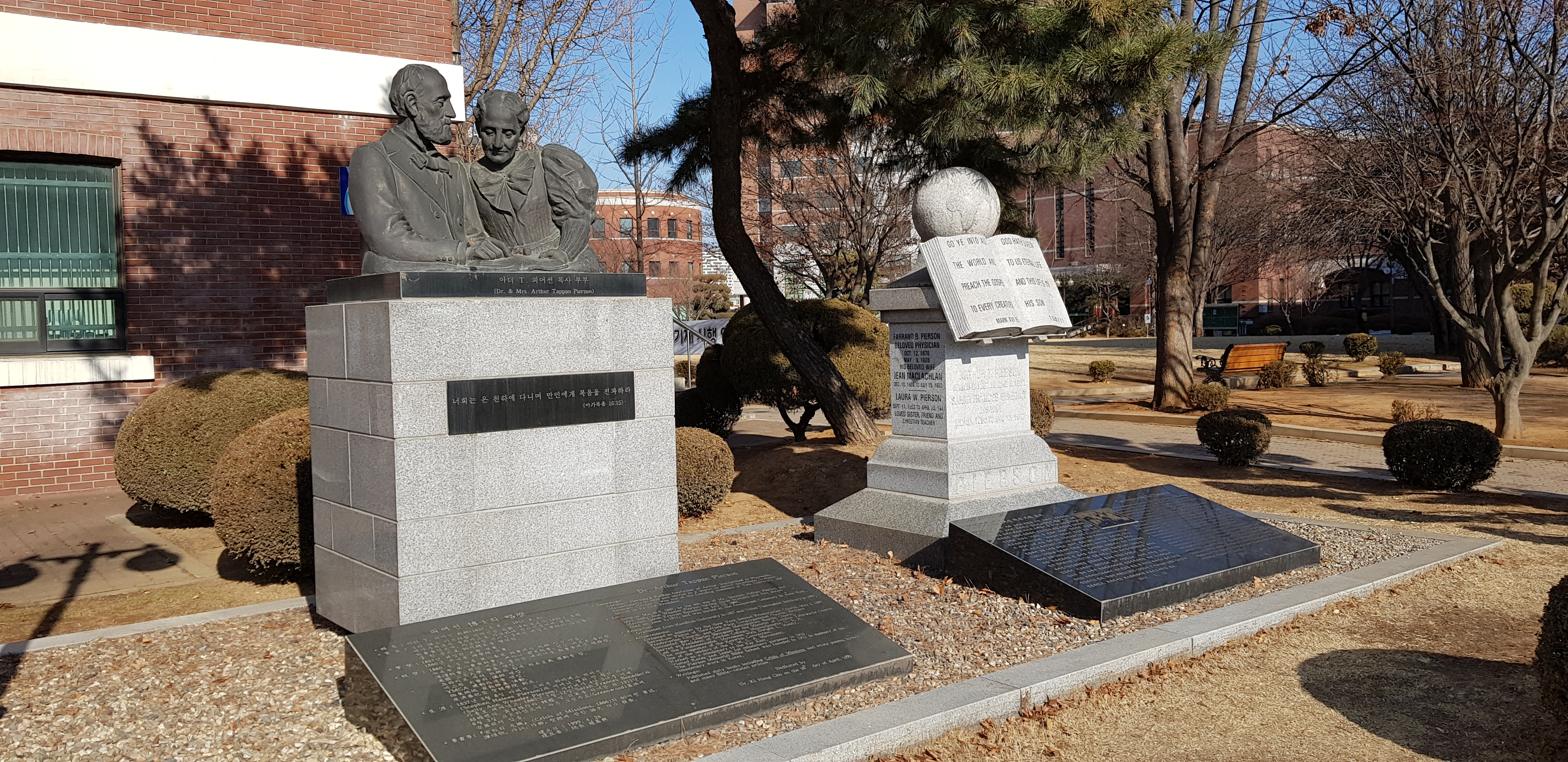
델라반 L. 피어선의 부모인 A.T. 피어선박사 부부 동상, 평택대학교 교정

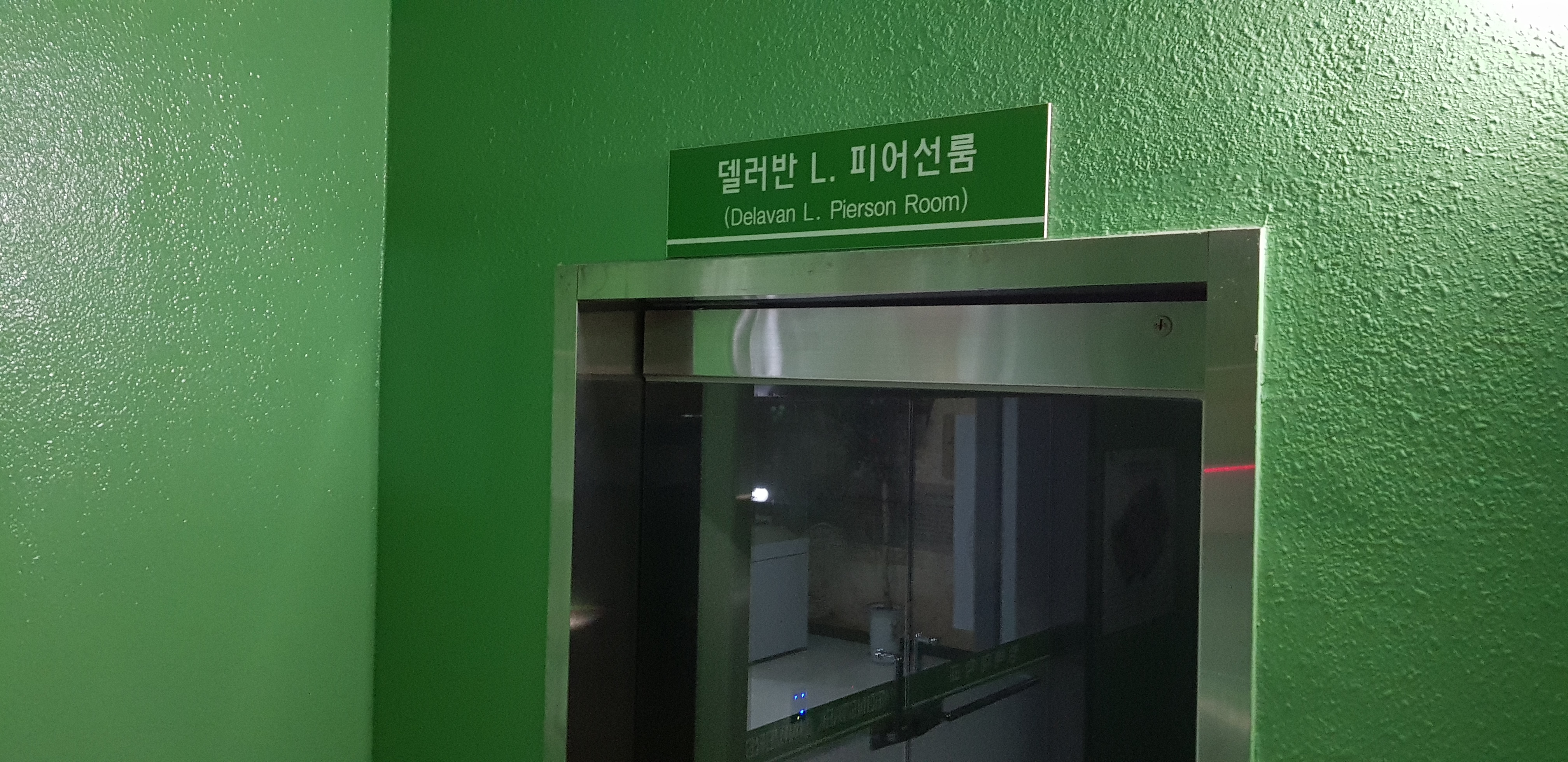
델라반 피어선의 이름을 딴 델리반 피어선 룸, 평택대학교

델라반 레너드 피어선(Delavan Leonard Pierson, 1867년 10월 27일 ~ 1952년 11월 5일)은 미국 장로교 목사이며, 기독교 지도자이며, 세계선교비평 편집자였다. 1890년 프린스턴 대학교를 졸업하고 1894년 프린스턴 신학교를 졸업했다. 1894년 뉴 브런스윅 장로회에서 목사 자격을 얻었다. 유명한 아서 태펀 피어슨 박사의 장남이며 그의 동생은 의사이며 선교사인 패어랜드 B. 피어선(Farrand B. Pierson)이다. 그리고 자매로서 Helen, Laura, Louise, Anna , 그리고 Edith이 있다. 그는 작가로서 성경학교 감독으로서 노스필드 에코 편집자로서 그리고 세계선교비평의 편집자(The Missionary Review of the World)로 헌신했다.

## 같이 보기
- 평택대학교
- 아서 태펀 피어슨